# Avenida 18 de Julio
L'Avenida 18 de Julio (en français avenue du 18-Juillet) est l'avenue la plus importante de la ville de Montevideo, capitale de l'Uruguay. Elle commence à la Place de l'Indépendance, aux limites de la Ciudad Vieja, traverse les quartiers Centro et Cordón (es) et se termine à l'Obélisque aux constituants de 1830, à Tres Cruces, où elle rejoint le Boulevard Artigas (es).
Nommée en hommage à la date de prestation de serment de la première Constitution uruguayenne, le 18 juillet 1830, cette avenue emblématique abrite, tout au long de son parcours, une grande variété de commerces, banques, bâtiments administratifs et lieux de divertissement. Elle se distingue également par son riche patrimoine architectural, où cohabitent des styles européens tels que l'Art déco, l'Art nouveau et l'éclectisme. Chaque 18 juillet, le soleil se lève à 65° d'azimut (angle de mesure) du nord à l'est, coïncidant exactement avec la direction de l'avenue 18 de Julio sur son trajet depuis l'obélisque, dans un événement similaire à Manhattanhenge à New York.

## Histoire
L'avenue 18 de Julio a été conçue comme l'axe de la Ciudad Nueva (« Nouvelle Ville ») après que les autorités ont ordonné la démolition des remparts et fortifications en 1829, qui correspondaient alors à l'actuelle Ciudad Vieja,. Elle a été tracée en ligne droite sur 1,3 kilomètre jusqu'à la rue Médanos (aujourd'hui rue Docteur Javier Barrios Amorín), où elle se divisait entre le Camino Maldonado (prolongement oriental de l'actuelle avenue 18 de Julio) et Estanzuela (aujourd'hui avenue Constituyente). Avec l'expansion de la ville, la Plaza Cagancha a été désignée comme point zéro de l'Uruguay, point de départ du réseau routier national.
Dans les années suivant sa création, différentes places ont été aménagées le long de son parcours, telles que la Plaza Cagancha, la Plaza Fabini (es) et la Plaza de los Treinta y Tres Orientales (es), ainsi que plusieurs placettes et esplanades. De même, en 1867, la Columna de la Paz (« Colonne de la Paix ») fut installée au centre de la Plaza Cagancha. D’une hauteur totale de 17 mètres, elle fut inaugurée en hommage à la paix ayant mis fin, deux ans plus tôt, à la guerre civile entre les « partis traditionnels » — le Parti national et le Parti colorado.

Monument Gaucho et avenue 18 de Julio en 1944

Depuis le début du XXe siècle, l'avenue 18 de Julio est devenue un lieu de convergence et une vaste zone commerciale. Elle a accueilli les premiers grands magasins de Montevideo, ainsi que des boutiques de luxe, des cinémas, des théâtres, des cafés et des galeries d'art,. De plus, entre les années 1920 et 1930, période considérée comme la Belle Époque de la ville, de hauts immeubles et des palais de styles architecturaux européens y ont été construits.

## Monuments
- Le palais Salvo, construit dans les années 1920 dans le style art déco[16]. Lors de sa construction, il fut le plus haut bâtiment d'Amérique Latine[17]. Au rez-de-chaussée se trouvait le café La Giralda, où La Cumparsita, un tango créé par l'Uruguayen Gerardo Matos Rodríguez (es), l'un des tangos les plus célèbres, a été joué pour la première fois[18].
- L'immeuble du Jockey Club, situé au 857 Avenue, a été construit en 1920 par l'architecte français Joseph Carré dans un style éclectique et compte 15 étages[19]. Jusqu'aux années 1970, c'était le siège du club social Montevideo Jockey Club[20].

## Galerie
.

Avenida 18 de Julio
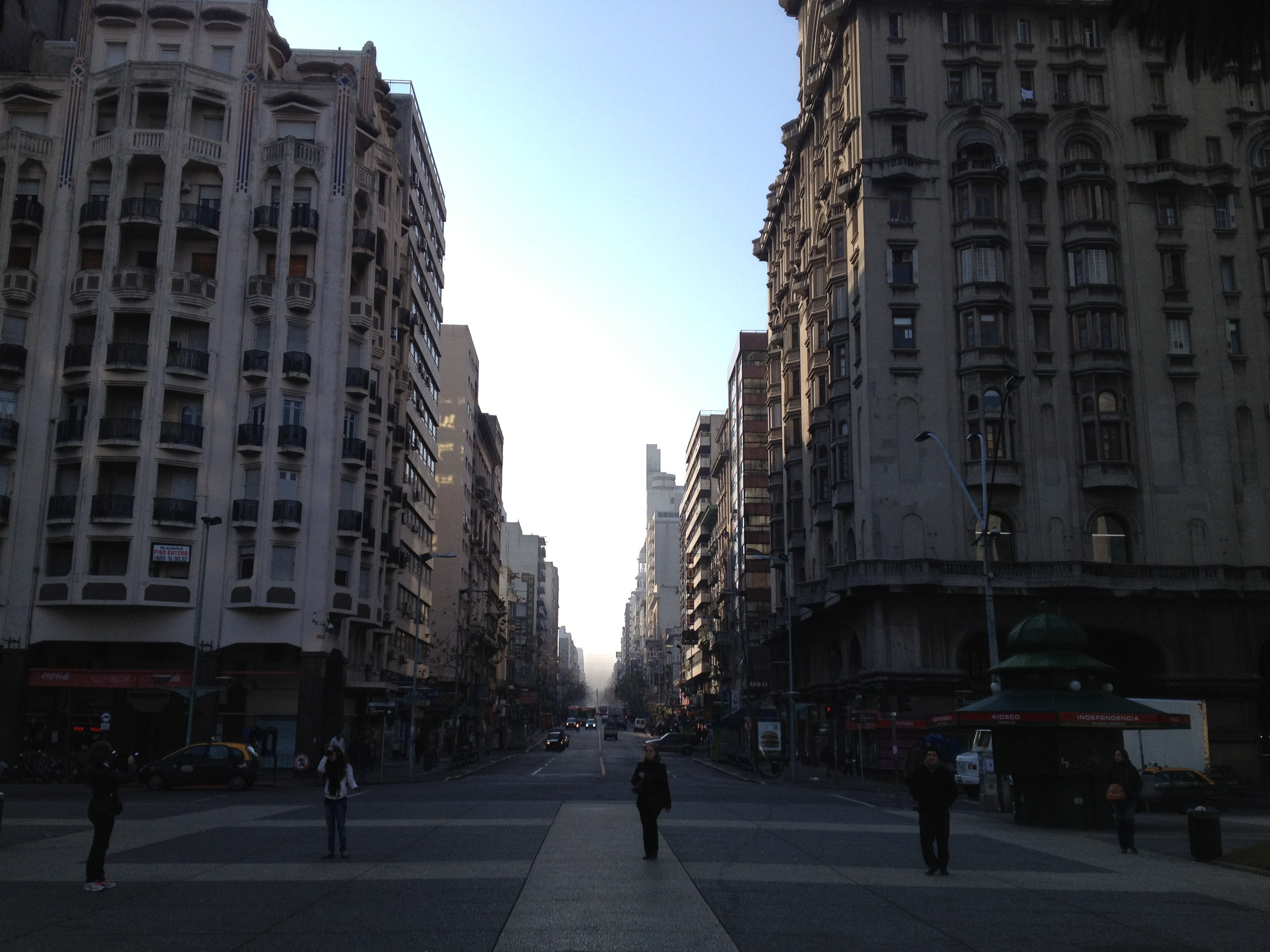
Vue de l'avenue depuis la place de l'Indépendance
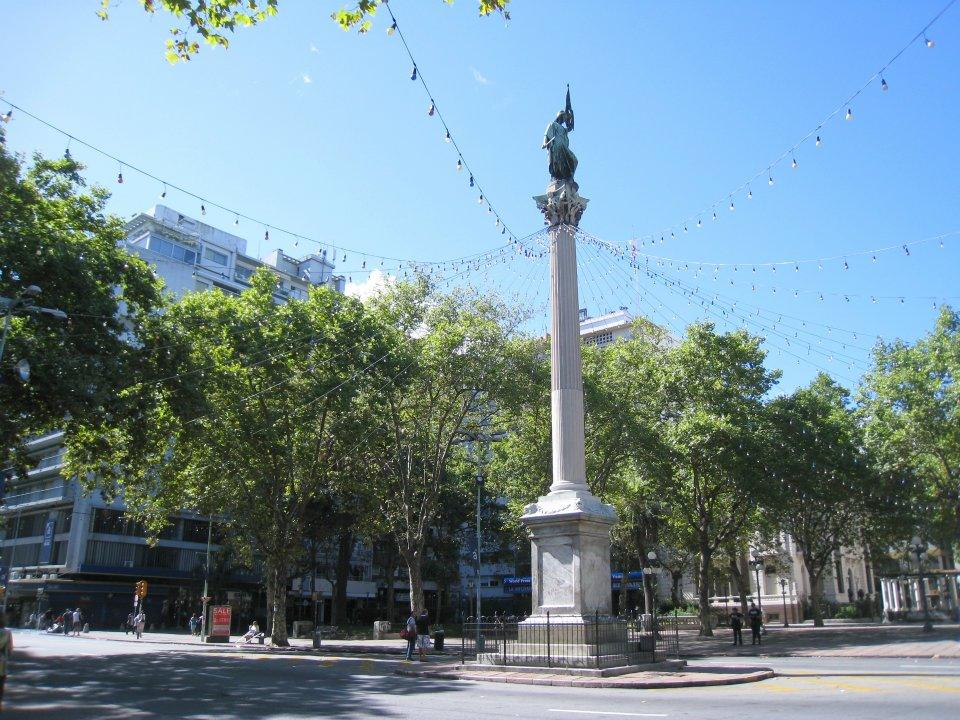
Colonne de la Paix sur la Plaza Cagancha
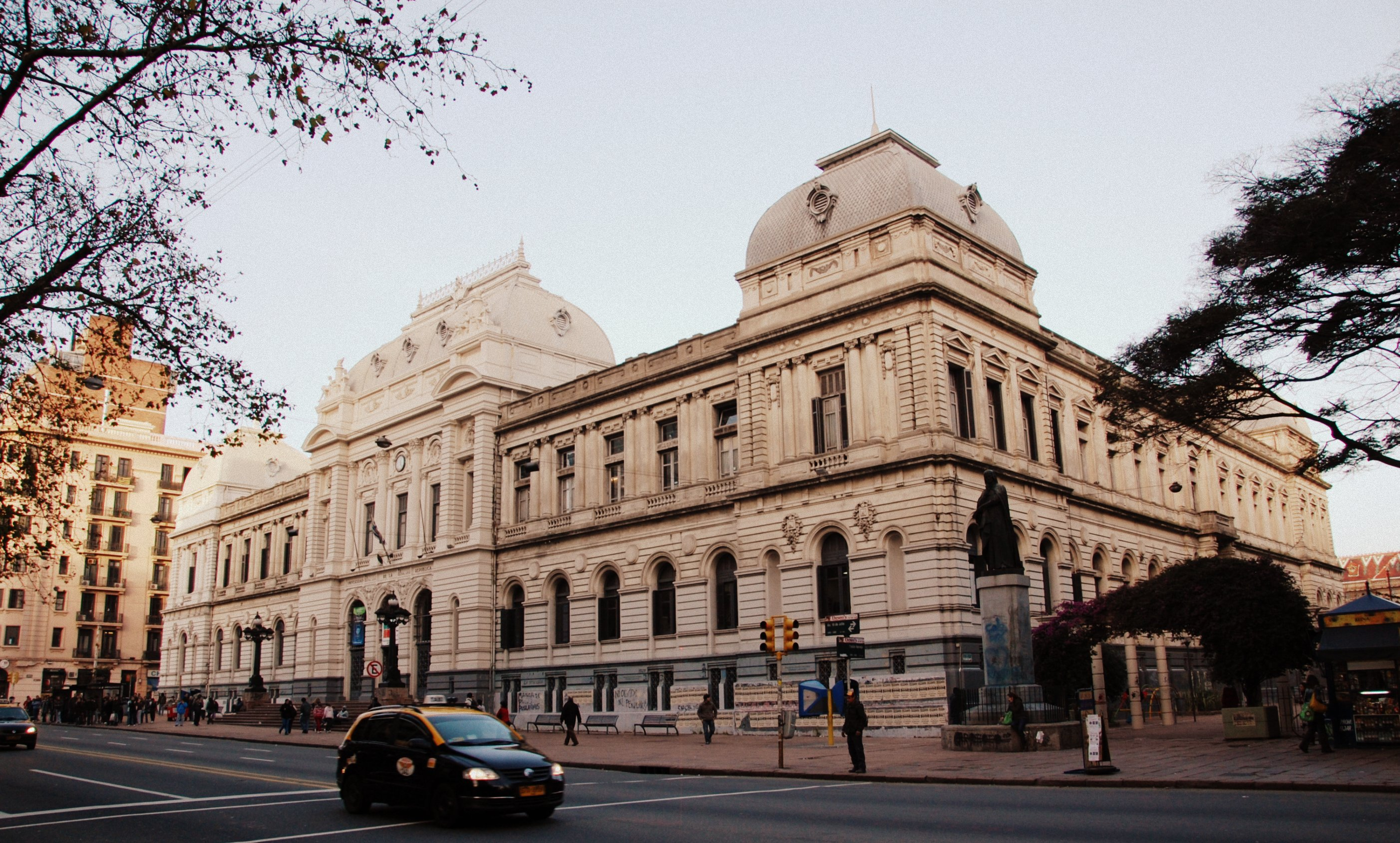
Bâtiment principal de l'Université de la République
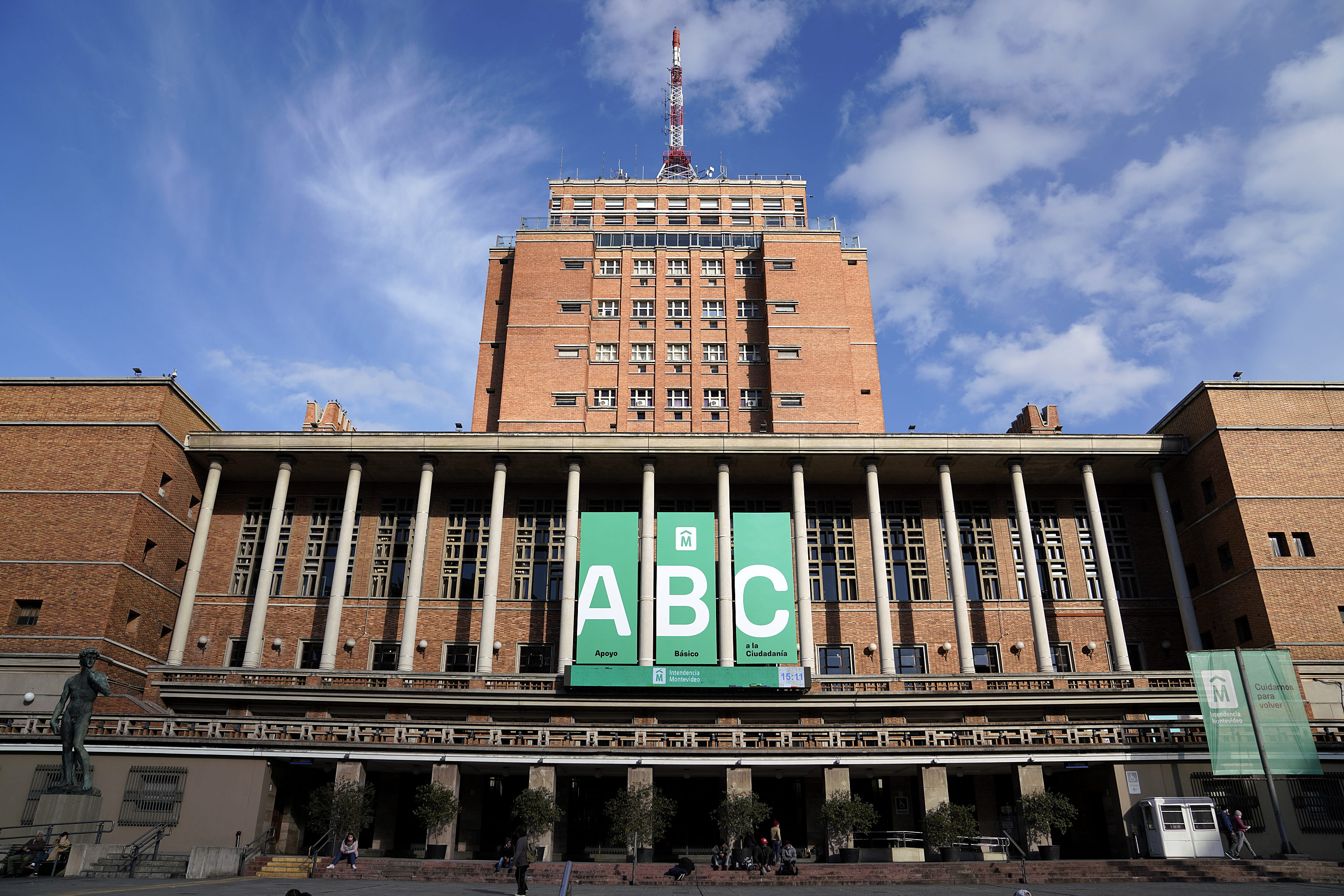
Hôtel de ville de Montevideo
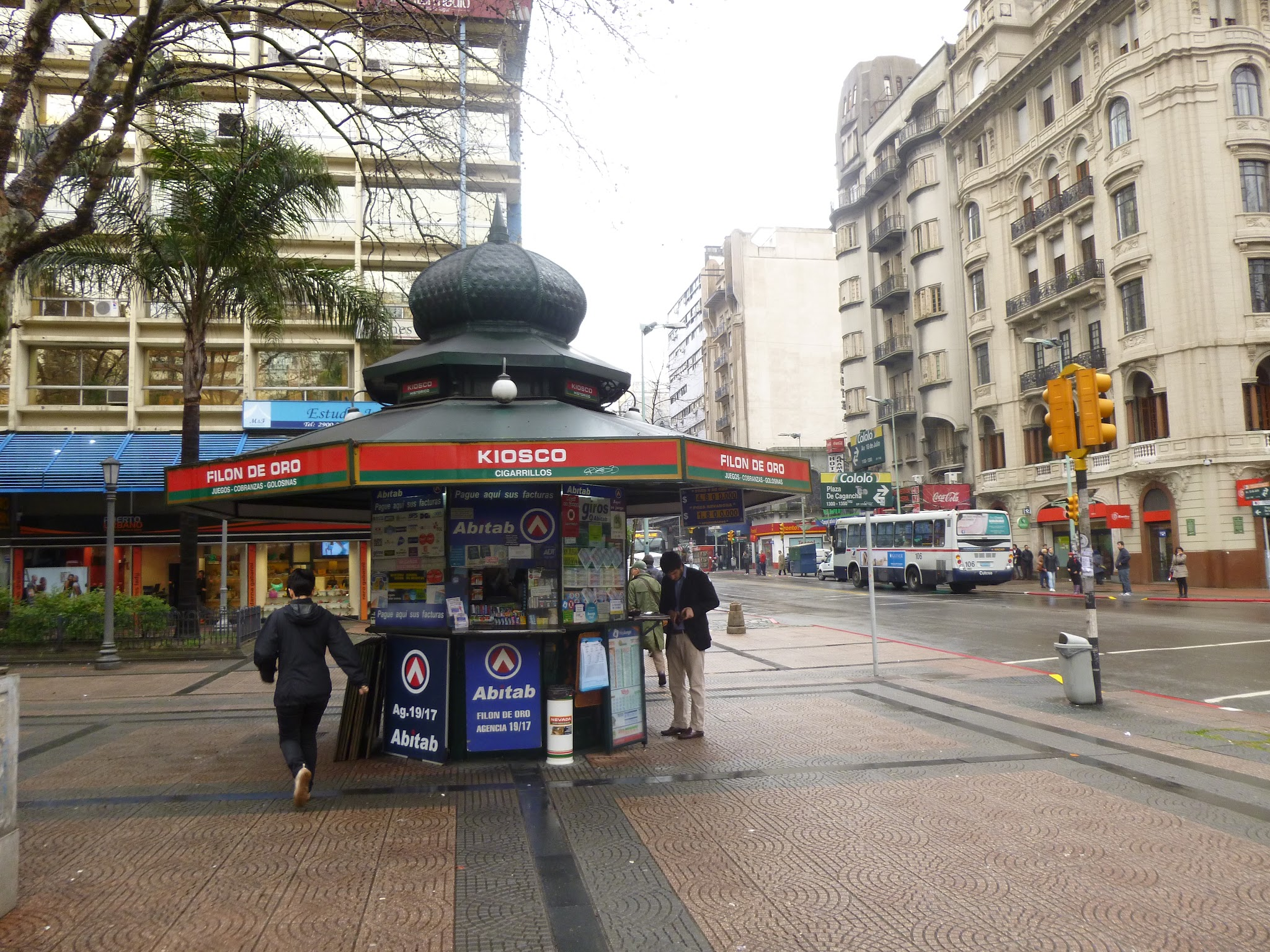
Kiosques de la Plaza Cagancha
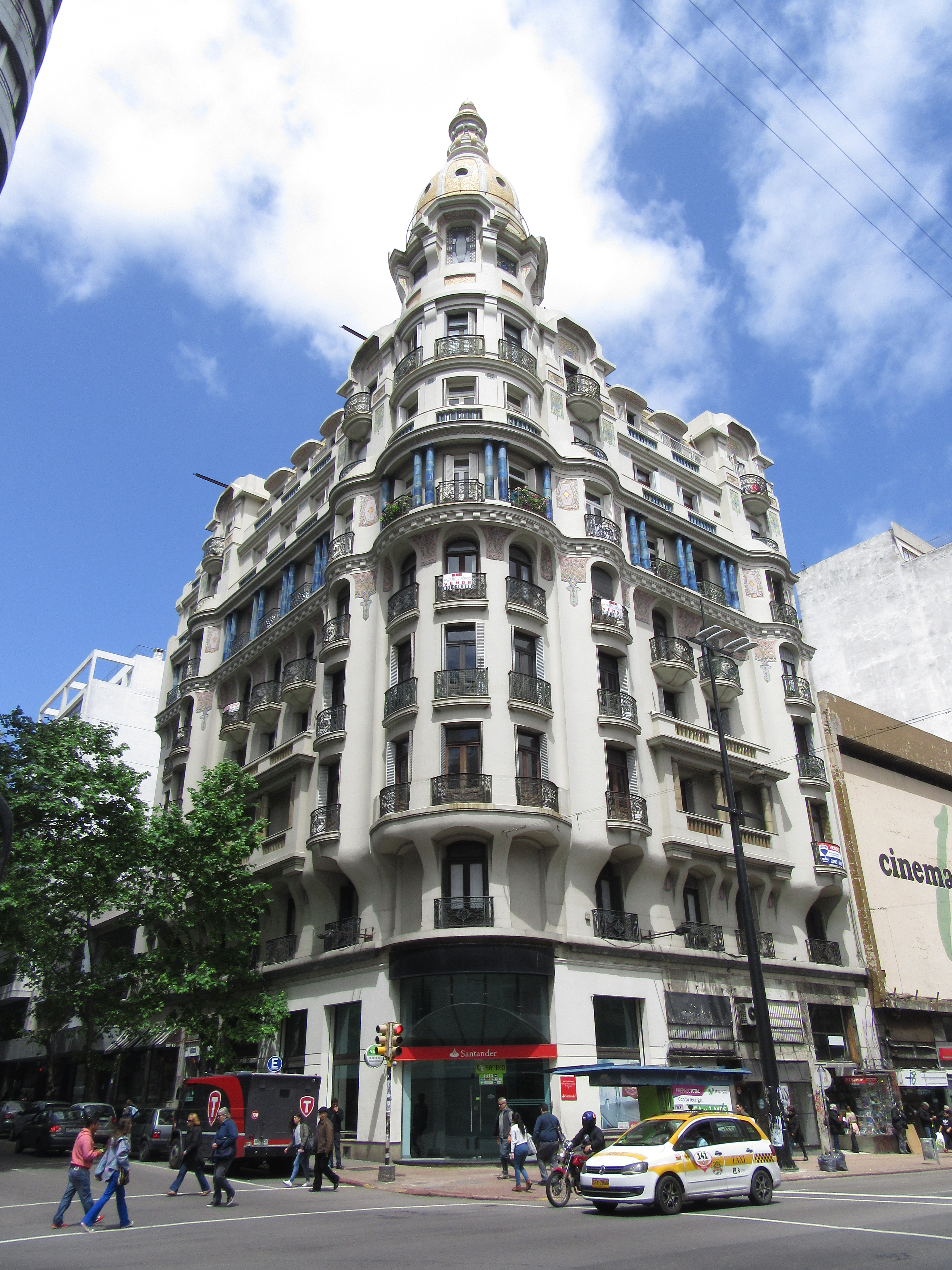
Immeuble Café Montevideo
Palais d'Uriarte de Heber
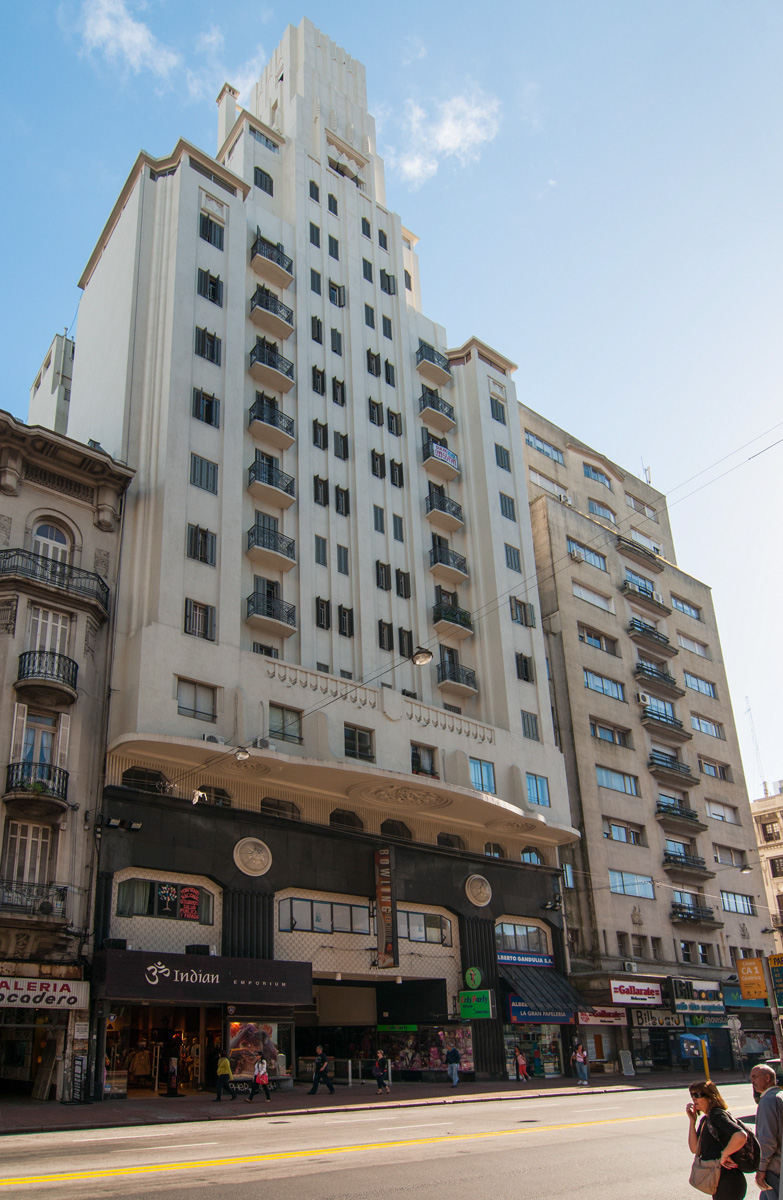
Palais Díaz
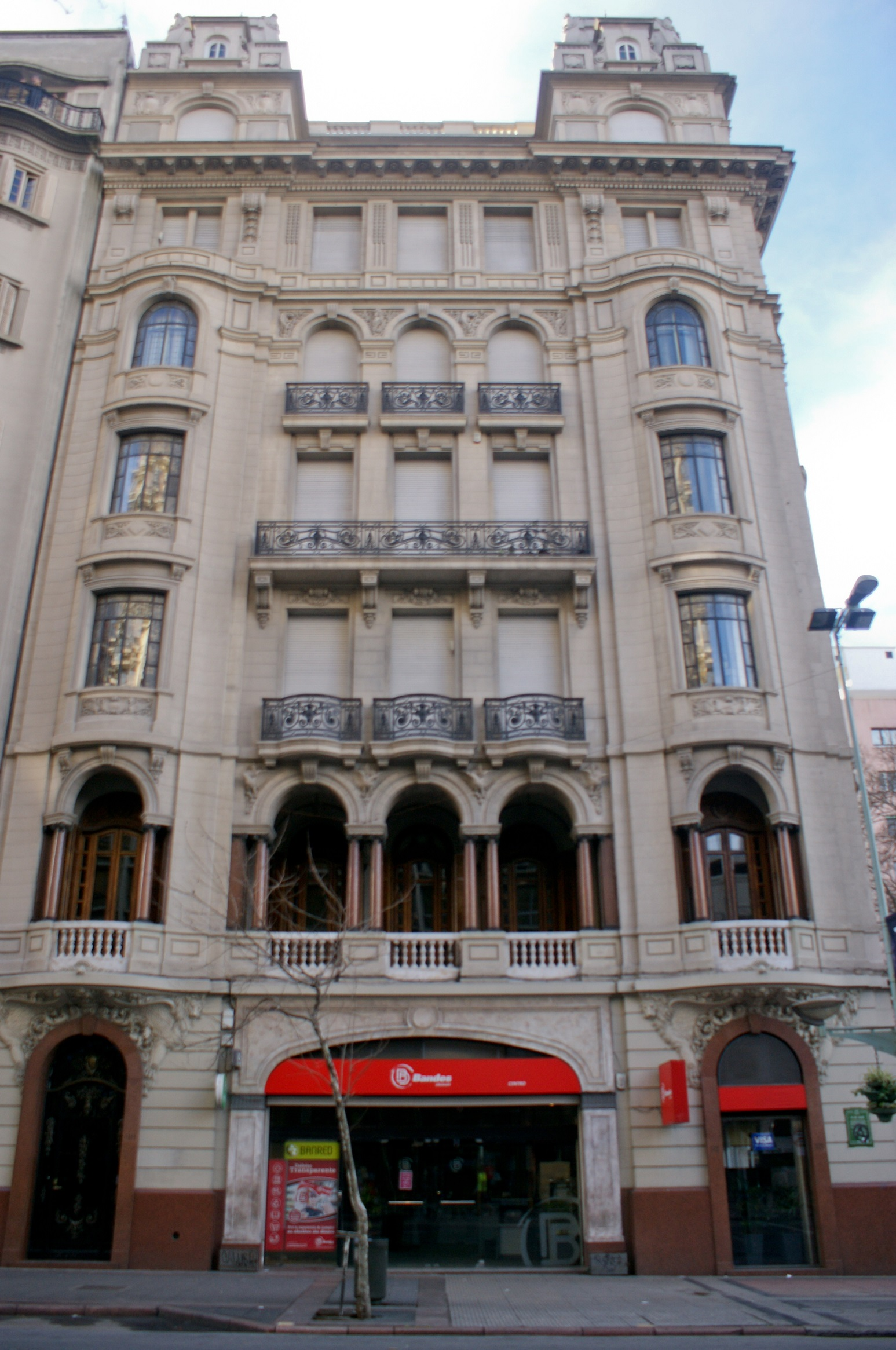
Palais Chiarino
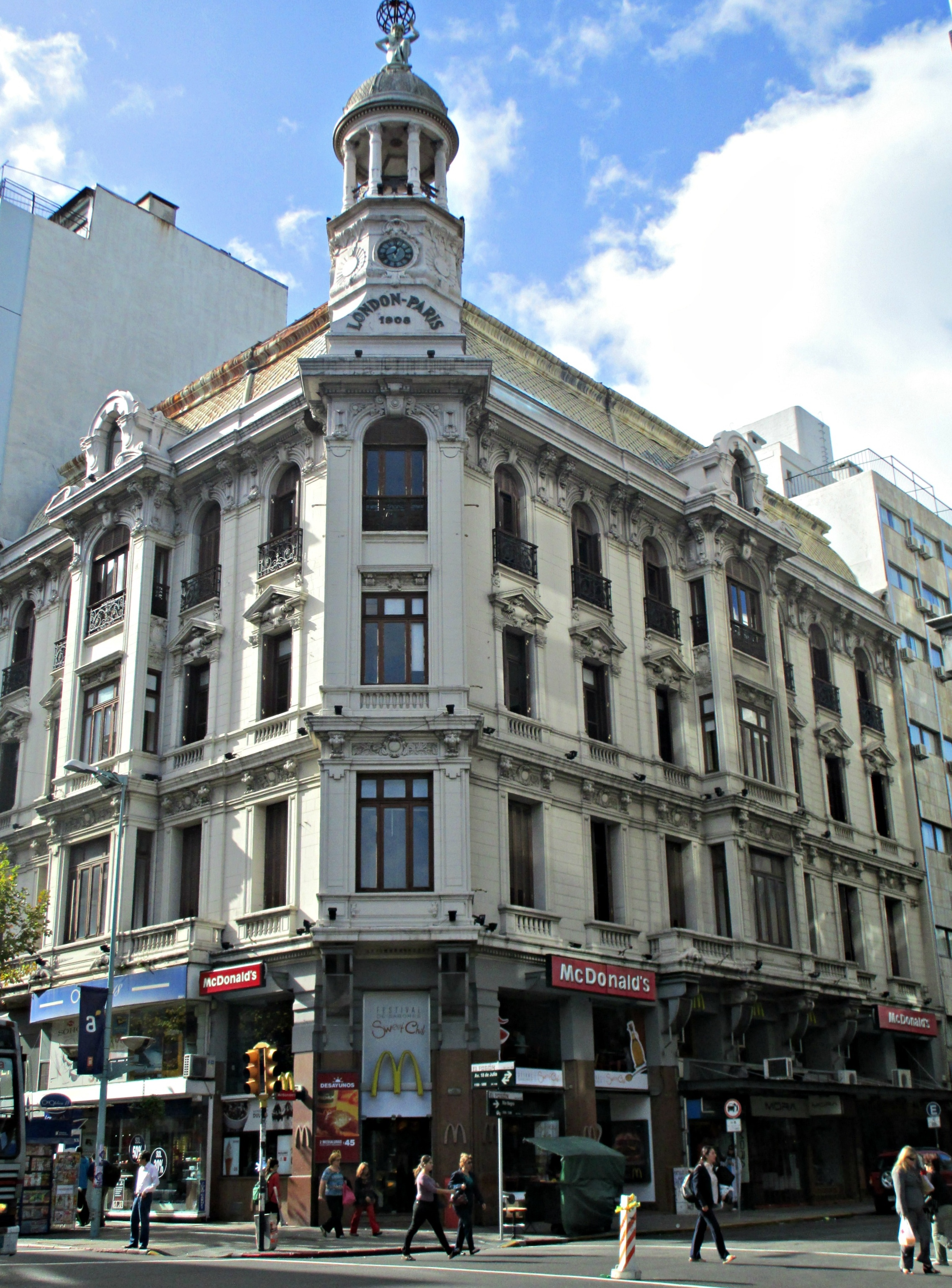
Immeuble London-Paris

## References
1. ↑  (es) « 18 de Julio, ayer y hoy », sur El Observador (consulté le 20 mars 2025)
2. ↑  (es) « Verde sobre el Centro: los avances de la bicisenda de 18 de Julio, en imágenes », sur Montevideo Portal (consulté le 20 mars 2025)
3. ↑  (es) « La avenida 18 de Julio y sus casi 200 años de historia », sur Telenoche (consulté le 20 mars 2025)
4. ↑  (es) « Un libro revela los secretos de las esquinas y las plazas de 18 de Julio, la avenida que creció con la ciudad », sur EL PAIS, 18 décembre 2024 (consulté le 20 mars 2025)
5. ↑  (es) « ¿Por qué todos los 18 de julio el Sol sale exactamente detrás del Obelisco en la Avda. 18 de Julio? », sur Telenoche (consulté le 20 mars 2025)
6. ↑  (en) « 18 de Julio: la historia de la principal avenida de Montevideo », sur EL PAIS, 16 juillet 2021 (consulté le 20 mars 2025)
7. ↑  (es) Roxana Pérez, « Otra Historia: El 18 de julio, ¿el sol sale por donde nace el 18 de Julio? », sur 970 Universal, 15 juillet 2024 (consulté le 20 mars 2025)
8. ↑  « Avenida 18 de Julio | Centro de Fotografía de Montevideo » [archive], sur cdf.montevideo.gub.uy (consulté le 20 mars 2025)
9. ↑  « Plaza de Cagancha | Portal institucional », sur montevideo.gub.uy (consulté le 20 mars 2025)
10. ↑  « Plaza Fabini | Municipio B », sur municipiob.montevideo.gub.uy (consulté le 21 mars 2025)
11. ↑  (es) Redacción, « La Plaza de Cagancha y su Estatua de La Paz », sur Diario La R, 12 février 2023 (consulté le 21 mars 2025)
12. ↑  « Columna de la Paz | Intendencia de Montevideo. », sur web.archive.org, 8 février 2021 (consulté le 21 mars 2025)
13. ↑  (en) « London París: un ícono del centro de Montevideo », sur EL PAIS, 23 décembre 2019 (consulté le 21 mars 2025)
14. ↑  (en) « Medio siglo en la primera galería de Montevideo », sur EL PAIS, 27 août 2009 (consulté le 21 mars 2025)
15. ↑  (es) « Montevideo, la belle époque », sur Municipio B de Montevideo, 26 mai 2022 (consulté le 20 mars 2025)
16. ↑  « Palacio Salvo: patrimonio vivo | Municipio B », sur municipiob.montevideo.gub.uy (consulté le 20 février 2025)
17. ↑  (es) « Recorrer el Palacio Salvo en la noche: historia, vistas de la ciudad y vino de cortesía », sur EL PAIS, 14 juillet 2023 (consulté le 20 février 2025)
18. ↑  (es) « La Cumparsita », sur EL PAIS, 9 mai 2023 (consulté le 20 février 2025)
19. ↑  (es) « Monumentos emblemáticos de Montevideo: Edificio Jockey Club », sur amec.uy (consulté le 21 mars 2025)
20. ↑  (en) « El renacimiento de un clásico », sur EL PAIS, 9 janvier 2010 (consulté le 21 mars 2025)